# François Mitterrand
François Maurice Marie Mitterrand  [fʀɑ̃ˈswa mitɛˈʀɑ̃] (26. října 1916 – 8. ledna 1996 Paříž) byl francouzský levicový politik a státník. V roce 1981 se stal francouzským prezidentem a v této funkci působil do roku 1995. Podílel se na pádu komunismu ve východní Evropě.

## Život a politická kariéra
François Mitterrand se narodil 26. října 1916 v Jarnacu v západní Francii v katolické rodině jako pátý z osmi dětí. Studoval na náboženské škole, posléze na právnické a filozofické fakultě Pařížské univerzity. Po studiích pracoval jako novinář. Za druhé světové války bojoval jako voják proti invazi Francie nacistickým Německem a v roce 1940 byl raněn a zajat u Verdunu. V roce 1941 se mu po dvou neúspěšných pokusech podařilo uprchnout z německého zajetí a dostat se na jih Francie pod správu vichistické vlády. Vzdor tomu, že byl hledán Němci jakožto uprchlík, v lednu 1942 se mu podařilo získat funkci smluvního zaměstnance ve vichistické vládě, nejprve v Legii bojovníků a dobrovolníků národní revoluce, a od června téhož roku v Odboru pro roztřídění válečných vězňů, kde využil své funkce, aby vyrobil falešné dokumenty pro uprchlíky z německých válečných táborů. V téže době, v červnu 1942, se přidal k hnutí odporu na jihu Francie (jeho krycí jméno bylo Morland) a v té době začal spolupracovat s generálem de Gaullem, se kterým bude o čtvrtstoletí později soupeřit o politickou moc. Účastnil se také v Paříži hnutí odporu a po skončení války se podílel na osvobozování vězňů v koncentračním táboře Dachau. V šedesátých letech a na začátku let sedmdesátých se mu podařilo sjednotit do té doby roztříštěnou francouzskou levici, v roce 1971 proběhl sjednocovací sjezd Francouzské socialistické strany (PS). Tato skutečnost ho vynesla o deset let později do nejvyšší státní funkce. Poprvé se prezidentského klání zúčastnil už v roce 1965, byl však poražen Charlesem de Gaullem, podruhé (opět neúspěšně) v roce 1974. Prezidentských voleb v roce 1969 se nezúčastnil. Francouzským prezidentem byl zvolen dvakrát, poprvé v roce 1981, kdy v druhém kole porazil stávajícího prezidenta Giscarda d'Estaing, a stal se tak prvním socialistickým prezidentem Francie od vzniku Páté republiky. Podruhé byl zvolen v roce 1988, kdy v druhém kole porazil kandidáta pravice Jacquese Chiraca. Dohromady tedy strávil v prezidentském úřadě 14 let, což je nejdelší období v dějinách francouzské Páté republiky.

### Kontroverze
Mitterand o svém působení pod vládou ve Vichy dlouhá léta mlčel a vše teprve přiznal až v roce 1994 v knize rozhovorů s novinářem Pierrem Péanem Francouzské mládí.

### Atentát
Dne 15. října 1959 došlo k pokusu o atentát; pachatelé měli být odpůrci dekolonizace Alžírska. Několik dní po atentátu se na policii dostavil představitel poujadismu Robert Pesquet a prohlásil, že Mitterand byl o atentátu předem zpraven a že využil situace, aby si tak obnovil svou klesající popularitu.

### Socialistické myšlenky v praxi
Během svého politického působení po volbách v roce 1981 přišel s programem znárodňování, které bylo typické pro východní blok. Byl přesvědčen, že tento krok lidem naplní kapsy[zdroj?] a podpoří ekonomiku. Snížil důchodový věk na 60 let a zvedl plošně minimální mzdu o 10 procent.

### Návštěva Československa

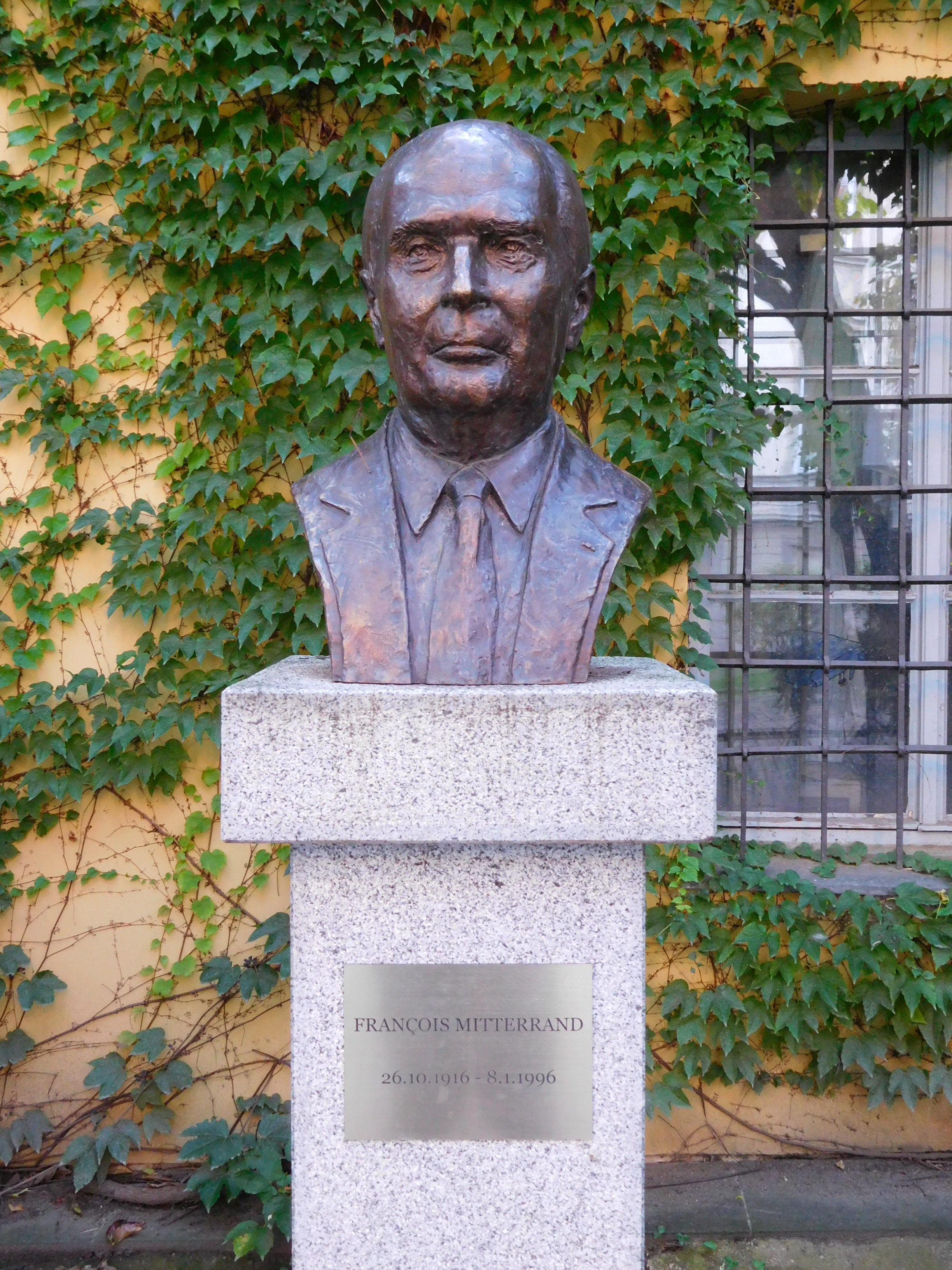
Busta Françoise Mitterranda v Praze ve Valdštejnské ulici u vstupu do zahrad Pražského hradu, připomínající setkání francouzského prezidenta s československými disidenty

Mitterand navštívil Československo třikrát. Poprvé přijel v listopadu 1967, kdy ho přijal prezident Antonín Novotný. Další návštěva se uskutečnila 8. prosince 1988 Mitterrand přijel navštívit Československou republiku, čímž se stal vůbec prvním francouzským prezidentem, který tak učinil od jejího založení v roce 1918.
Další podstatný aspekt této návštěvy byl ten, že kromě oficiálních ceremonií a jednání s komunistickými státníky se prezident Mitterrand 9. prosince setkal s představiteli českého disentu a signatáři charty 77. Byli to Václav Havel, Rudolf Battěk, Jiří Dienstbier starší, Miloš Hájek, Ladislav Lis, Václav Malý, Karel Srp a Petr Uhl. Tato takzvaná snídaně s Mitterrandem se odehrála v jídelně Buquoyského paláce. 

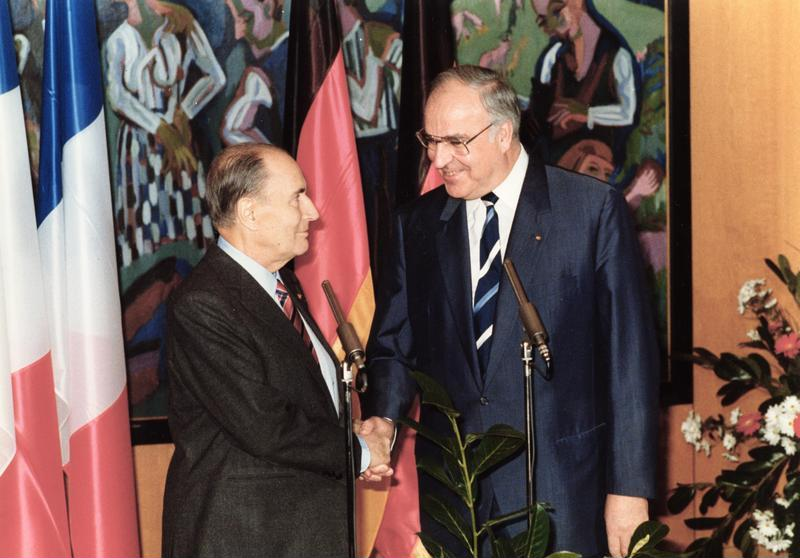
François Mitterrand a německý kancléř Helmut Kohl v roce 1987

Později se Mitterrand obdobně ještě setkal s ruským disidentem Andrejem Sacharovem a polským disidentem Lechem Wałęsou. V prosinci 1989 navštívil Kyjev a východní Berlín. Potřetí navštívil Prahu 15. září 1991, aby zopakoval svou proslavenou snídani s disidenty. Tentokrát byla však ve formě oběda a českoslovenští účastníci už byli významnými politiky – Václav Havel prezidentem, Rudolf Battěk předsedou Sněmovny lidu FS, Jiří Dienstbier místopředsedou vlády a ministrem zahraničí, Ladislav Lis předsedou výboru Sněmovny národů FS, Petr Uhl ústředním ředitelem ČTK a Václav   Malý administrátorem kostela sv. Gabriela. Nově přibyli předseda FS Alexander Dubček, dále předseda Čs. helsinského výboru a poradce předsedy FS Jiří Hájek. Při této návštěvě prezident otevřel zrenovovaný Francouzský institut ve Štěpánské ulici.
V květnu 1990 přijal čestné členství, které mu udělilo Masarykovo demokratické hnutí.

### Kniha
V dubnu 1995 vydal knihu Dvouhlasá paměť, kde se snažil zanechat svůj duchovní odkaz a zároveň přemítal nad blížící se smrtí.

### Smrt
Od 90. let trpěl rakovinou prostaty. Zemřel 8. ledna 1996, a to 8 měsíců po skončení svého prezidentství. Na sklonku jeho života se veřejnost dozvěděla o jeho sporné činnosti za války a také o existenci nemanželské dcery.

## Vyznamenání
| Stát               | Stuha                     | Název                                       | Datum udělení      |
| ------------------ | ------------------------- | ------------------------------------------- | ------------------ |
| Česko              |                           | Řád Bílého lva I. třídy in memoriam         | 1999               |
| Dánsko             |                           | rytíř Řádu slona                            | 1982               |
| Filipíny           |                           | Řád Sikatuny                                | 1984, 11. července |
| Finsko             |                           | velkokříž s řetězem Řádu bílé růže          | 1983               |
| Francie            |                           | důstojník Řádu čestné legie                 |                    |
| Francie            | Medaile odboje            |                                             |                    |
| Francie            | Croix de Guerre 1939–1945 |                                             |                    |
| Francie            |                           | Řád Francisque                              | 1943               |
| Island             |                           | velkokříž s řetězem Řádu islandského sokola | 1983, 12. dubna    |
| Itálie             |                           | velkokříž Řádu zásluh o Italskou republiku  | 1982, 5. července  |
| Jižní Afrika       |                           | velkokříž Řádu mysu Dobré naděje            | 1994               |
| Lotyšsko           |                           | velkokříž s řetězem Řádu tří hvězd          |                    |
| Mexiko             |                           | řádový řetěz Řádu aztéckého orla            | 1981, 19. října    |
| Nizozemsko         |                           | velkokříž Řádu nizozemského lva             | 1991               |
| Norsko             |                           | velkokříž Řádu svatého Olafa                |                    |
| Polsko             |                           | velkokříž Řádu za zásluhy Polské republiky  | 1991               |
| Portugalsko        |                           | velkokříž s řetězem Řádu prince Jindřicha   | 1983, 29. září     |
| Portugalsko        |                           | velkokříž s řetězem Řádu svobody            | 1987, 28. října    |
| Spojené království |                           | čestný rytíř velkokříže Řádu lázně          | 1984               |
| Spojené království |                           | Královský Viktoriin řetěz                   | 1992               |
| Španělsko          |                           | velkokříž s řetězem Řádu Isabely Katolické  | 1982, 10. července |
| Švédsko            |                           | rytíř Řádu Serafínů                         | 1984, 11. května   |
| Tunisko            |                           | velkostuha Řádu republiky                   |                    |

## Posmrtné pocty
V pondělí 13. července 2015 odhalila v Praze Jazzová sekce u svého sídla ve Valdštejnské ulici 158/14 bustu Françoise Mitterranda. Předseda Jazzové sekce Karel Srp k tomu získal souhlas tehdejšího francouzského předsedy vlády Manuela Vallse. Záštitu převzal prezident republiky Miloš Zeman. Autorem busty je akademický sochař Jan Zelenka, který žije téměř 30 let v Paříži. Busta je první v bývalé východní Evropě a kromě Francie pravděpodobně i ve světě.